# 拉伐尔喷管

拉伐尔喷嘴 速度由左至右增加

拉伐尔噴嘴示意圖，顯示流體速度(V)、溫度(T)及壓力(P)在通過拉伐尔噴嘴時的變化

拉伐尔喷管（de Laval nozzle, 亦称渐缩渐阔喷管，convergent-divergent nozzle、CD nozzle或con-di nozzle）是一個中間收縮、不對稱沙漏狀的管子。藉由將流體的熱能轉化為動能，可將通過它的熱壓縮氣體加速到超音速。气体在截面积最小处恰好达到音速。
被廣泛用作蒸汽渦輪機及火箭發動機噴嘴，亦可見於超音速噴氣發動機。
類似的流動性質已經應用於天體物理學中的噴射流。

## 歷史
西元1888年，由瑞典發明家Gustaf de Laval開發，並使用在蒸汽渦輪機上。
最早被羅伯特·戈達德用作火箭發動機，大多數使用高溫燃燒氣體的現代火箭發動機都使用拉伐尔噴嘴。

## 運作
其操作有賴於次音速和超音速氣體的不同特性。 如果由於質量流量不變而管道變窄，則次音速氣體流速將會增加。 通過拉伐尔噴嘴的氣流是等熵的（氣體熵幾乎不變）。在次音速流中，氣體是可壓縮的，聲音會通過它傳播。 在橫截面面積最小的喉部，氣體速度局部達到聲速（馬赫數= 1.0），這種狀況稱為阻流。 隨著噴嘴橫截面積的增加，氣體開始膨脹，氣流加速到超音速，在那裡聲波不會通過氣體向後傳播（馬赫數> 1.0）。

## 運作情況
只有在通過噴嘴的壓力和質量流量足以達到音速的狀況下，拉伐尔噴嘴會在喉部產生阻流現象。若是沒有達到條件，則不會有超音速氣流產生，此時運作方式較接近文氏管。這要求噴嘴的入口壓力始終顯著高於環境壓力（亦即噴流的靜止壓力必須高於環境壓力）。
另外，噴嘴出口處的氣體壓力不能太低。出口壓力雖然可以低於其排出的環境壓力，但是如果低得太超過，那麼氣流將不再為超音速，或者將在噴嘴的擴張部剥離，形成噴嘴內的紊流，產生側向推力並可能損壞噴嘴。
實務上，出口處超音速氣流壓力必須高於約2-3倍環境壓力，氣體才能離開噴嘴。

## 氣流狀態分析
通過拉伐尔噴嘴的氣流分析涉及許多概念和假設：
- 為簡單起見，氣體被認為是理想的氣體
- 氣體流動是等熵過程。在此假設下，流動是可逆的（無摩擦及消耗），並且絕熱（即沒有獲得或失去熱量）
- 在推進劑燃燒期間氣流穩定且恆定
- 氣流方向沿著一條從氣體入口到廢氣出口的直線（即，沿著噴嘴的對稱軸線）
- 氣流行為是可壓縮的，因為有著極高的流速（馬赫數> 0.3）

## 排氣速度
氣體以次音速進入噴嘴，隨著噴管收縮，氣體被迫加速，直到截面積最小的噴嘴喉部時，恰好達到音速。擴張部從喉部開始，截面積逐漸加大，氣體跟著膨脹，漸漸超越音速。
可用以下等式來計算排出氣體的線速度：
{\displaystyle v_{e}={\sqrt {{\frac {TR}{M}}\cdot {\frac {2\gamma }{\gamma -1}}\cdot \left[1-\left({\frac {p_{e}}{p}}\right)^{\frac {\gamma -1}{\gamma }}\right]}},}
| 代號解釋:               |                                                                                 |
| {\displaystyle v_{e}}   | = 噴嘴出口處的排氣速度                                                          |
| {\displaystyle T}       | = 輸入氣體的絕對溫度                                                            |
| {\displaystyle R}       | = 理想氣體常數                                                                  |
| {\displaystyle M}       | = 氣體莫耳質量                                                                  |
| {\displaystyle \gamma } | = {\displaystyle {\frac {c_{p}}{c_{v}}}} = 等熵擴張因子                         |
|                         | ({\displaystyle c_{p}} and {\displaystyle c_{v}} 分別是定壓和定容的氣體的比熱), |
| {\displaystyle p_{e}}   | = 噴嘴出口處氣體的絕對壓力                                                      |
| {\displaystyle p}       | = 輸入氣體的絕對壓力                                                            |

一些典型火箭發動機推進劑的排氣速度{\displaystyle v_{e}}值如下：
- 單组元液體推進劑1,700～2,900m / s（3,800～6,500mph）
- 雙组元液體推進劑2,900～4,500m / s（6,500～10,100mph）
- 固體推進劑2,100～3,200m / s（4,700～7,200mph）

值得注意的一點是，基於排出氣體表現為理想氣體的假設，{\displaystyle v_{e}}有時也被稱作理想排氣速度。
使用上述等式的舉例如下：
假定推進劑燃燒後排出氣體：進入噴嘴的絕對壓力{\displaystyle p} = 7.0MPa，並在絕對壓力{\displaystyle p_{e}} = 0.1MPa下離開火箭排氣口。在絕對溫度{\displaystyle T} = 3500K下，具有等熵膨脹因子γ= 1.22和莫耳質量{\displaystyle M} = 22kg / kmol。 使用上述公式計算可得出排氣速度{\displaystyle v_{e}} = 2802 m / s（2.80 km / s），這與上述典型值一致。
在閱讀技術文獻時可能感到困惑，因為許多作者並沒有解釋他們是使用理想氣體常數{\displaystyle R}，或者他們使用氣體定律常數{\displaystyle R_{s}}，這只適用於特定氣體。 兩個常數之間的關係是{\displaystyle R_{s}} = {\displaystyle R} / {\displaystyle M}。

## 推导
音速是一个与密度有关的量。流体速度与音速的比值被称为马赫数：
{\displaystyle M={\frac {c}{a}}}   ……  (1)
由歐拉方程和理想氣體狀態方程式可得出：
{\displaystyle dp/d\rho =a^{2}}:
{\displaystyle c{\frac {dc}{dx}}=-{\frac {1}{\rho }}{\frac {dp}{dx}}=-{\frac {1}{\rho }}{\frac {dp}{d\rho }}{\frac {d\rho }{dx}}=-{\frac {a^{2}}{\rho }}{\frac {d\rho }{dx}}},
{\displaystyle {\frac {1}{\rho }}{\frac {d\rho }{dx}}=-M^{2}{\frac {1}{c}}{\frac {dc}{dx}}}……(2),
方程（2）表明，沿着流线方向，气体密度变化和速度变化是成正比的，系数为{\displaystyle M^{2}}。由此可得，次音速状态下，密度变化小于速度变化；相反，超音速状态下，密度变化大于速度变化。
然后根据连续性假设，
{\displaystyle \rho cA={\mathsf {const}}},
{\displaystyle \ln \rho +\ln c+\ln A=\ln({\mathsf {const}})},
{\displaystyle {\frac {d\rho }{\rho }}+{\frac {dc}{c}}+{\frac {dA}{A}}=0}.
沿流线求导，有
{\displaystyle {\frac {1}{c}}{\frac {dc}{dx}}={\frac {1}{M^{2}-1}}{\frac {1}{A}}{\frac {dA}{dx}}}……(3).
如果把截面积A(x)当作已知，流速c(x)，马赫数M(x)当作未知，由方程（3）就可对流动状况进行讨论。如果相对流体进行加速，则必须dc/dx > 0，由(3)
- 可得次音速流动(M < 1),从而dA/dx < 0，管路变窄。对超音速流动(M > 1), dA/dx > 0，管路变宽。
- 对于音速流动，管路截面积不变。